# NK Zvijezda Gradačac
Der NK Zvijezda Gradačac ist ein Fußballverein aus der Stadt Gradačac im Norden Bosnien und Herzegowinas, der 1922 gegründet wurde und den Spitznamen Zmajevi (Drachen) trägt, was auf den größten Helden der Stadt, Husein Gradaščević zurückzuführen ist. Aktuell spielt der Verein in der zweithöchsten bosnischen Spielklasse, der Prva Liga FBiH. Die Spielstätte des Vereins ist die Banja Ilidža und bietet 4.000 Zuschauern Platz.

## Geschichte
Der Verein spielte in der Saison 2008/09 zum ersten Mal in der Premijer Liga. Der Klub schaffte den Aufstieg ohne Niederlage mit 21 Punkten Abstand vor dem Zweitplatzierten und 112 erzielten Toren bei nur 8 Gegentoren.
Der Verein beendete die Saison 2014/15 auf den 16. Platz, mit 25 Punkten und stieg in die zweitklassige Prva Liga FBiH ab.

## Aktueller Kader
Stand: 23. Januar 2025
| Nr. |                         | Position | Name                |
| --- | ----------------------- | -------- | ------------------- |
| 1   | Bosnien und Herzegowina | TW       | Milan Vasić         |
| 5   | Bosnien und Herzegowina | MF       | Marko Dobrilović    |
| 7   | Bosnien und Herzegowina | MF       | Emin Trnka          |
| 8   | Bosnien und Herzegowina | AB       | Emir Delic          |
| 9   | Bosnien und Herzegowina | ST       | Azer Kozić          |
| 11  | Bosnien und Herzegowina | ST       | Tarik Hero          |
| 12  | Bosnien und Herzegowina | TW       | Azur Aljkanović     |
| 13  | Bosnien und Herzegowina | AB       | Ajdin Avdić         |
| 17  | Bosnien und Herzegowina | ST       | Denis Hasanović     |
| 21  | Brasilien               | AB       | Lucas Paz Bressiani |

| Nr. |                         | Position | Name           |
| --- | ----------------------- | -------- | -------------- |
| 22  | Serbien                 | ST       | Kadir Pepić    |
| 27  | Bosnien und Herzegowina | MF       | Mahir Osmić    |
| 30  | Serbien                 | AB       | Mihailo Buišić |
| 33  | Iran                    | TW       | Arash Sharghi  |
| 36  | Bosnien und Herzegowina | AB       | Armin Mujčić   |
| 99  | Bosnien und Herzegowina | ST       | Emir Agić      |
|     | Montenegro              | ST       | Eldin Demiri   |
|     | Bosnien und Herzegowina | MF       | Said Bajrić    |
|     | Brasilien               | MF       | Tallison       |